# Ufotable
ufotable是日本一家動畫製作公司，除了動畫製作外，也有動畫企劃及版權管理業務。其在漢語圈又被暱稱為「飛碟社」或「幽浮社」，有正式译名为：飞碟桌有限会社。

## 歷史
ufotable是由出身於Telecom Animation Film，當時為東京電影新社（今TMS娛樂）的製作人近藤光，透過住友商事旗下的Step映像與內田勤於2000年創立。
主要業務包括動畫的企劃和製作、系列構成、場景製作、電視劇實物影像的企劃和製作、CG製作及黏土動畫製作。
2019年3月12日，因懷疑逃稅四億日元而受到東京稅務局的調查。
2020年6月3日，ufotable對外聲明逃稅稅金已全數繳完。

## 作品列表

### 電視動畫
- 白色獵人（2002年）
- 急救超人兵團（2003年）
- 2X2忍傳（2004年）
- 雙戀Alternative（與studio FLAG（日语：スタジオフラッグ）、feel.共同製作，2005年）
- 星際海盜（2006年）
- 校園烏托邦 學美向前衝！（2007年）
- Fate系列
  - Fate/Zero（2011年－2012年）
  - Fate/stay night [Unlimited Blade Works]（2014年－2015年）
  - 衛宮家今天的餐桌風景（2018年）
- 熱情傳奇系列
  - 熱情傳奇～導師的黎明～（2014年）
  - 熱情傳奇 the X（2016年）
- 噬神者（GOD EATER）（2015年－2016年）
- 活擊 刀劍亂舞（2017年）
- 鬼滅之刃系列
  - 竈門炭治郎 立志篇（2019年）
  - 無限列車篇（2021年）
  - 遊郭篇（2021年－2022年）
  - 刀匠村篇（2023年）
  - 柱訓練篇（2024年）

### OVA
- 發明工坊（2004年）
- （2007年-2012年）[5]
  - 希爾瓦蘭特篇－共4話（2007年）
  - 泰瑟亞蘭篇－共4話（2010年－2011年）
  - 世界統合篇－共3話（2011年－2012年）
- 美食猎人TORIKO JSAT2009版（2009年）[6]
- 百合星人奈緒子美眉（2010年）
- 魚（2012年）
- 實乃里Scramble!（2012年）

### 劇場版動畫
- 劇場版 空之境界 全八章（2007年－2010年）
  - 第1章 俯瞰風景：2007年12月1日
  - 第2章 殺人考察（前）：2007年12月29日
  - 第3章 痛覺殘留：2008年2月9日
  - 第4章 伽藍之洞：2008年5月24日
  - 第5章 矛盾螺旋：2008年8月16日
  - 第6章 忘卻錄音：2008年12月20日
  - 第7章 殺人考察（後）：2009年8月8日
  - 終章  空之境界：2010年12月18日

- 桜の温度（2011年）
- 劇場版 空之境界 俯瞰風景3D（2013年）
- 劇場版 空之境界 未來福音（2013年）
- 劇場版 空之境界 未來福音 extra chorus（2013年）
- 小魔法姐妹優優與寧寧（2013年）
- 劇場版 Fate/stay night [Heaven's Feel] 全三章（2017年－2020年）
  - 第1章 presage flower（2017年）
  - 第2章 lost butterfly（2019年）
  - 第3章 spring song（2020年）
- 劇場版 鬼滅之刃 無限列車篇（2020年）
- 劇場版 鬼滅之刃 無限城篇 全三章（2025年-）
  - 第1章 猗窩座再襲
- 魔法使之夜（時期未定）
- 活擊 刀劍亂舞 劇場版（時期未定）

### 形式未定
- 原神（委託公司：miHoYo，长期计划，2022年公布）

### 协助制作动画
電視動畫
- ARMS神臂（委託公司：TMS-E（第二代 東京電影），各話動畫，2001年－2002年）
- 機動戰士鋼彈SEED（委託公司：日昇動畫，3DCG制作，2002年）
- 音速小子X（委託公司：TMS-E（第二代 東京電影），3DCG制作，2003－2004年）
- 天元突破 紅蓮螺巖（委託公司：GAINAX，各話動畫、色彩設計，2007年）
- 羅密歐×茱麗葉（委託公司：GONZO，各話色彩設計、撮影，2007年）
- 偶像大師 XENOGLOSSIA（委託公司：日昇動畫，各話動畫，2007年）
- 藍蘭島漂流記（委託公司：feel.，各話第二原畫、動畫、色彩設計，2007年）
- 鬼面騎士（委託公司：BONES，各話動畫，2007年）
- 天翔少女（委託公司：J.C.STAFF，各話第二原畫、色彩設計，2007年）
- Sketchbook ～full color's～（委託公司：HAL FILM MAKER，各話動畫，2007年）
- 萌少女的戀愛時光（委託公司：Studio Barcelona，各話動畫，2007年）
- 書家（委託公司：Production I.G，動畫，2010年）
- ジャスティーン（JUSTEEN）（委託公司：動畫國際公司，動畫，2010年）
- 勿忘蛛（委託公司：Production I.G，動畫，2012年）
- 宇宙戰艦大和號2199（委託公司：XEBEC，第1,9集，2013年）
- 世界征服 謀略之星（委託公司：A-1 Pictures，OP動畫，2014年）
- 蟲師特別篇：日蝕之翳（委託公司：ARTLAND，動畫，2014年）
- 鬼燈的冷徹（委託公司：WIT STUDIO，OP原畫，2014年）
- Harmonie（委託公司：ウルトラスーパーピクチャーズ，動畫，2014年）
- 紅美與鬱金香（委託公司：手塚 Production，動畫，2015年）
- 粗點心戰爭（委託公司：Feel.，第7話原畫，2016年）

OVA
- 精灵宝可梦 起源（委託公司：OLM Team Koitabashi，動畫，2007年）
- ARIA 〜ARIETTA〜（委託公司：Hal Film Maker，動畫，2007年）
- 電波系彼女（委託公司：Brain's Base，動畫，2009年）
- 名偵探柯南 十年後的陌生人（委託公司：東京ムービー，動畫，2009年）

劇場版動畫
- （委託公司：富士電視台，動畫，2003年）
- （製作協力，2004年）
- 地海戰記（委託公司：吉卜力工作室，作畫協力，2006年）
- 神奇寶貝劇場版：決戰時空之塔_帝牙盧卡VS帕路奇犽VS達克萊伊（委託公司：OLM Team Koitabashi，動畫，2007年）
- 福音戰士新劇場版：序（委託公司：Khara，2007年）
- 異邦人 無皇刃譚（委託公司：BONES，第二原畫，2007年）
- （委託公司：TMS娛樂，動畫，2008年）
- HELLS（委託公司：MADHOUSE，動畫，2008年）
- （委託公司：TMS娛樂，動畫，2008年）
- 福音戰士新劇場版：破（委託公司：Khara，2009年）
- 雷頓大冒險：永遠的歌姬（委託公司：P.A.Works、OLM Team Kamei，動畫，2009年）
- Fate/stay night UNLIMITED BLADE WORKS[[[Wikipedia:格式手册/链接#章節|錨點失效]]]（委託公司：Studio Deen，動畫，2010年）
- 銀魂劇場版 新譯紅櫻篇（委託公司：日昇動畫，動畫，2010年）
- 文學少女 劇場版（委託公司：Production I.G，動畫，2010年）
- 歡迎來到宇宙劇場（委託公司：A-1 Pictures，動畫，2010年）
- （委託公司：龍之子、Group Tac Co.，動畫，2008年）
- Loups-Garous 應避開的狼（委託公司：Production I.G、トランス・アーツ，動畫，2010年）
- 劇場版 機動戰士GUNDAM00 -A wakening of the Trailblazer-（委託公司：日昇動畫，動畫，2010年）
- 劇場版 閃電十一人 最強軍團王牙來襲（委託公司：OLM Team Koitabashi，作畫協力，2010年）
- 福音戰士新劇場版：Q（委託公司：Khara，動畫，2012年）
- HAL（委託公司：WIT STUDIO，動畫，2013年）
- （委託公司：TMS娛樂，動畫，2013年）
- 神奇寶貝劇場版：神速的蓋諾賽克特 超夢覺醒（委託公司：OLM Team Koitabashi，作畫協力，2013年）
- Code Geass 亡國的阿基德 第2章：被撕裂的翼龍（委託公司：日昇動畫，動畫，2013年）
- 劇場版 魔法少女小圓［新篇］叛逆的物語（委託公司：SHAFT，動畫，2013年）
- （委託公司：Production I.G，動畫，2014年）
- （委託公司：A-1 Pictures，動畫，2014年）
- 蒼鷺與少年（宮崎駿執導，吉卜力工作室主導製作，2023年）[7]

### 遊戲
- 交響樂之雨（工畫堂工作室，OP動畫製作，2004年）
- 召喚夜響曲 鑄劍物語2（萬普，TVCM製作，2004年）
- 狂氣古城（卡普空，分鏡，2005年）
- フタコイ オルタナティブ 恋と少女とマシンガン（Marvelous Interactive，協力製作，2005年）
- 召喚夜響曲外傳:破曉之翼（萬普，OP動畫製作，2005年）
- 龍影咒（Flight Plan，OP動畫製作，2006年）
- 魔界戰記2（日本一軟件，OP動畫製作，2006年）
- 校園烏托邦 學美向前衝！キラキラ★Happy Festa!（Marvelous Interactive，監修、協力製作，2007年）
- 任天堂明星大亂鬥X（任天堂，ムービーパート コンテ製作，2008年）
- 魔界戰記3（日本一軟件，OP動畫製作，2008年）
- サモンナイトグランテーゼ 滅びの剣と約束の騎士（Flight Plan，OP動畫、遊戲動畫製作，2010年）
- BLACK★ROCK SHOOTER THE GAME（IMAGEEPOCH，OP動畫製作，2011年）
- 召喚夜響曲5（FELISTELLA，OP動畫製作，2013年）
- 噬神者
  - 噬神者（シフト，PV、OP/ED動畫製作，2010年）
  - 噬神者 神機解放（シフト，OP/ED動畫製作，2010年）
  - 噬神者2（シフト，OP/ED/遊戲動畫製作，2013年）
  - 噬神者2 狂怒解放（シフト，OP/ED/遊戲動畫製作，2015年）
- 傳奇系列
  - 無盡傳奇（南夢宮萬代遊戲，OP動畫製作，2011年）
  - 無盡傳奇2（南夢宮萬代遊戲，OP動畫製作，2012年）
  - 熱情傳奇（南夢宮萬代遊戲，OP/遊戲動畫製作，2015年）
  - 緋夜傳奇（南夢宮萬代遊戲，OP/遊戲動畫製作，2016年）
  - 破曉傳奇（南夢宮萬代遊戲，OP/遊戲動畫製作，2021年）
- Fate系列
  - Fate/stay night [Réalta Nua]（Type-Moon，OP動畫製作，2012年）
    - とびだせ!トラぶる花札道中記（Fate/stay night [Réalta Nua]購入特典）（Type-Moon，背景協力，2012年）

  - Fate/hollow ataraxia（TYPE-MOON，OP動畫製作，2014年）
  - Fate/Grand Order（2016年，「空之境界」、「Fate/Zero」宣傳動畫製作）
- 月姬系列
  - 月姬-A piece of blue glass moon-（TYPE-MOON，OP動畫製作，2021年）

### 電視節目
- 歌番（TBS，動畫製作，2000年）
- スーパーモーニング（朝日電視台，2002-2003年）
- 笑う犬の情熱（富士電視台，OP動畫製作，2002年）
- ツーハンマン（朝日電視台，OP動畫製作，2002年）
- 笑う犬の太陽（富士電視台，OP動畫製作，2003年）
- おへんろ。〜八十八歩記〜（岡山放送／愛媛電視台／高知SunSun電視台合力製作，動畫製作，2014-2015年）

### 漫畫
- COYOTE Ragtime Show星際海盜
- 校園烏托邦 學美向前衝！

## 主要合作伙伴
- Kids Station
- 哥倫比亞音樂娛樂（Columbia Music Entertainment, Inc.）
- King Records
- Media Factory
- MediaWorks
- TMS Entertainment

## 關連項目
- 日本動畫工作室列表

## 外部連結
- 官方網站 （页面存档备份，存于）